# Socjolingwistyka
Socjolingwistyka – dział językoznawstwa zajmujący się badaniem interakcji wszystkich aspektów życia społecznego (takich jak normy kulturowe, oczekiwania oraz kontekst językowy) z używanym językiem. Socjolingwistyka różni się od socjologii języka, ponieważ bada wpływ języka na społeczność, podczas gdy socjologia skupia się na wpływie społeczności na język. Zakres badań socjolingwistycznych w znacznym stopniu pokrywa się z pragmatyką. Socjolingwistyka jest historycznie pokrewna antropolingwistyce, część naukowców uważa je za tożsame.
Przedmiotem studiów socjolingwistyki jest ponadto badanie odmian językowych (varieties), różnic w języku występujących pomiędzy poszczególnymi grupami (różniącymi się pochodzeniem etnicznym, religią, statusem społecznym, identyfikacją płciową, poziomem wykształcenia, wiekiem itp.) oraz opisanie, w jaki sposób stosowanie się do reguł językowych właściwych dla danej grupy wpływa na pozycję społeczną. Tak jak język zmienia się w zależności od miejsca, może się on też różnić w zależności od klasy społecznej – zróżnicowanie w postaci socjolektów również jest przedmiotem zainteresowania socjolingwistów.
Społeczne aspekty języka były badane przez Louisa Gauchata w Szwajcarii na początku XX wieku, a przez indyjskich i japońskich językoznawców w latach 30. XX wieku. Nie spotkały się one jednak z zainteresowaniem środowiska. Jednakże badania nad socjologicznym źródłem kształtowania się języków mają swoje podstawy w pracach Johannesa Schmidta dotyczących teorii falowej z końca XIX wieku. Pierwsze odnotowane użycie terminu socjolingwistyka nastąpiło w artykule Thomasa Callana Hodsona Sociolinguistics in India, opublikowanym w roku 1939 w Man in India. Socjolingwistyka w krajach zachodnich pojawiła się na dobre w latach 60. XX wieku, jej pionierami byli William Labov w Stanach Zjednoczonych oraz Basil Bernstein w Wielkiej Brytanii. Również na początku lat 60. William Stewart oraz Heinz Kloss wyprowadzili podstawową teorię języków policentrycznych, opisującą różnicę pomiędzy standardami literackimi języków używanych w różnych państwach (angielszczyzna amerykańska/brytyjska/kanadyjska/australijska czy też niemczyzna austriacka/niemiecka/szwajcarska). Heinz Kloss wypracował również koncepcję Abstand- i Ausbausprachen, określającą dwa typy kryteriów definiujących pojęcie języka.